# Vers bevroren plasma

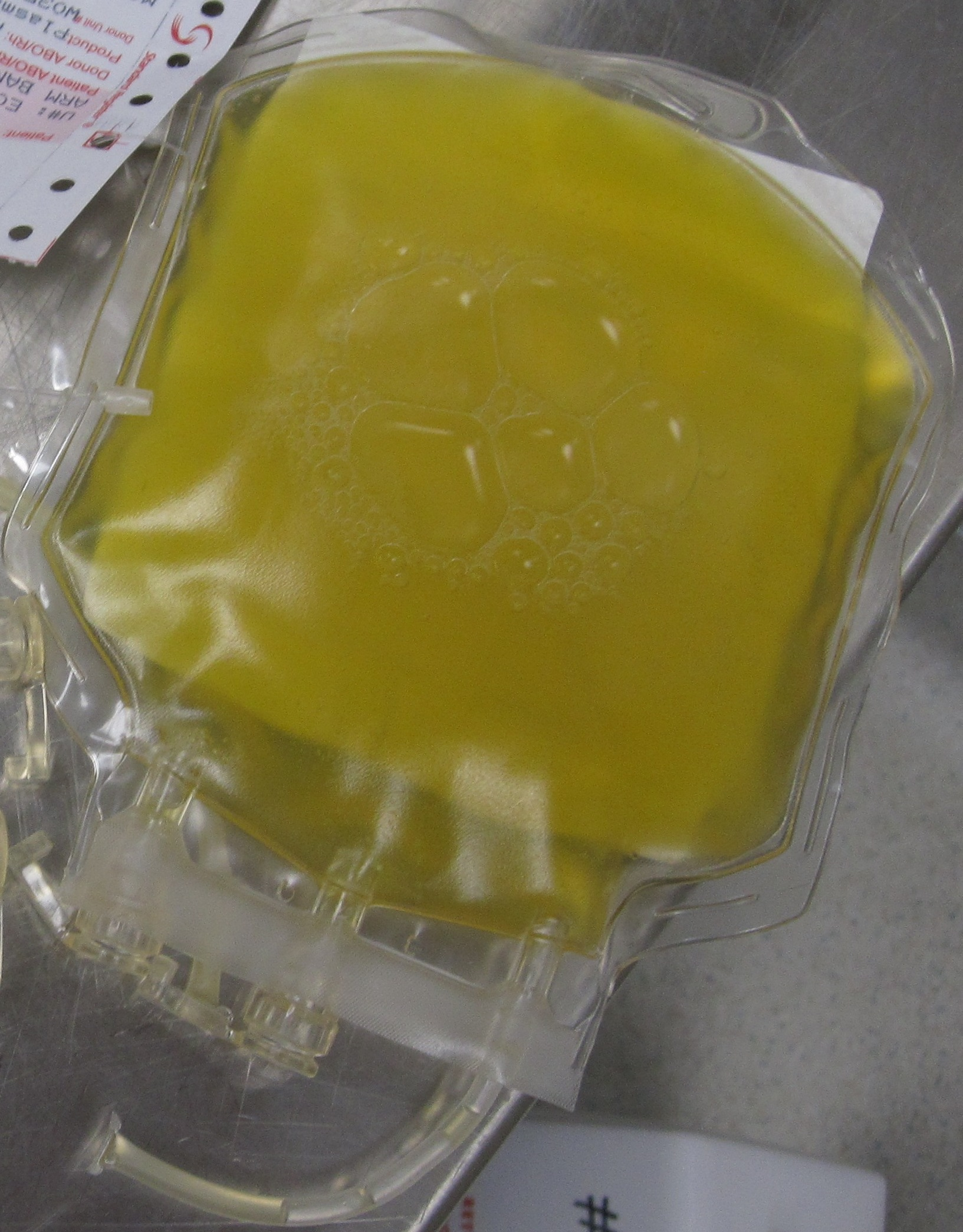
Vers bevroren plasma

Vers bevroren plasma (VBP ), ook aangeduid als fresh-frozen plasma (FFP ) is een techniek die wordt gebruikt voor het maken van een stollingspreparaat, waarbij alle in het plasma aanwezige stollingsfactoren behouden blijven. Het wordt gebruikt als ondersteunende behandeling bij diffuse intravasale stolling (DIS).
De stof is opgenomen in de lijst van essentiële geneesmiddelen van de WHO.